# 失去的丈夫
《失去的丈夫》（英語：The Lost Husband）是一部2020年的美國愛情電影，由Vicky Wight執導和編劇，主演是蕾絲莉·畢柏和佐舒·杜咸米爾。本片改編自凱瑟琳·康特的2013年同名小說。本片於2020年4月10日進行網絡點播。

## 演員
- 蕾絲莉·畢柏（英语：Leslie Bibb） 飾 Libby Moran
- 佐舒·杜咸米爾 飾 James O'Connor
- 諾拉·都恩（英语：Nora Dunn） 飾 Jean
- 小伊塞亞·維特洛克（英语：Isiah Whitlock Jr.） 飾 Russ McAllen
- 莎朗·勞倫斯（英语：Sharon Lawrence） 飾 Marsha
- 凱文·阿歷詹卓 飾 Danny
- 荷莉森·F·古迪奧拉（英语：Herizen F. Guardiola） 飾 Sunshine
- Callie Hope Haverda 飾 Abby Moran
- Roxton Garcia 飾 Tank
- Stone Garcia 飾 Jimmy
- 喬治雅·金（英语：Georgia King） 飾 Jessica
- 卡莉·波普 飾 Lanie

## 外部連結
- 互联网电影数据库（IMDb）上《失去的丈夫》的资料（英文）
- 爛番茄上《失去的丈夫》的資料（英文）